# Giuseppe Gibilisco
Giuseppe Gibilisco (ur. 5 stycznia 1979 w Syrakuzach) – włoski skoczek o tyczce.
W 2003 roku został mistrzem świata, uzyskując najlepszy w karierze wynik – 5,90. Został brązowym medalistą olimpijskim podczas igrzysk olimpijskich w Atenach w 2004 roku.

## Osiągnięcia
| Rok  | Impreza                                 | Miejsce    | Lokata            | Wynik |
| ---- | --------------------------------------- | ---------- | ----------------- | ----- |
| 1998 | Mistrzostwa świata juniorów             | Annecy     | 3. miejsce        | 5,20  |
| 2000 | Superliga pucharu Europy                | Gateshead  | 4. miejsce        | 5,70  |
| 2000 | Igrzyska olimpijskie                    | Sydney     | 10. miejsce       | 5,50  |
| 2001 | Młodzieżowe mistrzostwa Europy          | Amsterdam  | 3. miejsce        | 5,50  |
| 2001 | Igrzyska śródziemnomorskie              | Tunis      | 2. miejsce        | 5,40  |
| 2002 | Halowe mistrzostwa Europy               | Wiedeń     | el. – 18. miejsce | 5,40  |
| 2002 | Mistrzostwa Europy                      | Monachium  | 10. miejsce       | 5,60  |
| 2003 | Halowe mistrzostwa świata               | Birmingham | 8. miejsce        | 5,40  |
| 2003 | Superliga pucharu Europy                | Florencja  | 2. miejsce        | 5,70  |
| 2003 | Mistrzostwa świata                      | Paryż      | 1. miejsce        | 5,90  |
| 2003 | Światowy finał lekkoatletyczny          | Monako     | 6. miejsce        | 5,60  |
| 2004 | Halowe mistrzostwa świata               | Budapeszt  | 6. miejsce        | 5,60  |
| 2004 | Igrzyska olimpijskie                    | Ateny      | 3. miejsce        | 5,85  |
| 2004 | Światowy finał lekkoatletyczny          | Monako     | 6. miejsce        | 5,45  |
| 2005 | Superliga pucharu Europy                | Florencja  | 1. miejsce        | 5,80  |
| 2005 | Mistrzostwa świata                      | Helsinki   | 5. miejsce        | 5,50  |
| 2005 | Światowy finał lekkoatletyczny          | Monako     | 3. miejsce        | 5,60  |
| 2006 | Superliga pucharu Europy                | Málaga     | 2. miejsce        | 5,65  |
| 2006 | Mistrzostwa Europy                      | Göteborg   | 7. miejsce        | 5,50  |
| 2008 | Igrzyska olimpijskie                    | Pekin      | niesklasyfikowany |       |
| 2009 | Mistrzostwa świata                      | Berlin     | 7. miejsce        | 5,65  |
| 2010 | Halowe mistrzostwa świata               | Doha       | el. – 10. miejsce | 5,45  |
| 2010 | Superliga drużynowych mistrzostw Europy | Bergen     | 3. miejsce        | 5,60  |
| 2010 | Mistrzostwa Europy                      | Barcelona  | 4. miejsce        | 5,75  |
| 2013 | Superliga drużynowych mistrzostw Europy | Gateshead  | 2. miejsce        | 5,60  |
| 2013 | Igrzyska śródziemnomorskie              | Mersin     | 1. miejsce        | 5,70  |
| 2013 | Mistrzostwa świata                      | Moskwa     | el. –             | NM    |
| 2014 | Mistrzostwa Europy                      | Zurych     | el. –             | NM    |